# Destruction AllStars
Destruction AllStars ist ein von Lucid Games entwickeltes und von Sony Interactive Entertainment vermarktetes Videospiel. Das Spiel wurde am 2. Februar 2021 als Exklusivtitel der PlayStation 5 veröffentlicht. Zunächst war das Spiel zeitlich befristet nur für Abonnenten des PlayStation-Plus-Service zu erhalten, erst seit April 2021 steht es für alle zum Kauf zur Verfügung.

## Gameplay
Das Spielprinzip von Destruction AllStars vereint Elemente von Rennspiel, Actionspiel und Sportspiel und lässt sich beispielsweise mit Destruction Derby, Rocket League oder Twisted Metal vergleichen. Die Spieler wählen einen Fahrer, den AllStar, und kämpfen in futuristischen Arenen entweder gegen computergesteuerte Gegner oder in Online-Matches gegen menschliche Konkurrenten.
Ziel ist es, je nach gewähltem Spielmodus, möglichst viele Punkte durch das Zerstören gegnerischer Fahrzeuge zu erhalten und so lange wie möglich selber im Spiel zu bleiben. Eine Besonderheit ist dabei, dass nach der Zerstörung des eigenen Fahrzeuges ein Weiterspielen zu Fuß möglich ist. Der Spieler durchquert dann die Arena im Parkour-Stil, kann Autos ausweichen, an Wänden entlanglaufen oder Plattformen erklimmen. Solange die Spielzeit noch nicht abgelaufen ist, können neue Fahrzeuge, die sich in der Arena auf Podesten befinden, genutzt werden.

### Spielmodi
Das Spiel bietet fünf Spielmodi, die computergesteuerte Gegner oder online mit bis zu 16 anderen Spielern gespielt werden können. Einen lokalen Mehrspielermodus gibt es nicht.
Der Modus Massaker (engl. Mayhem) ist ein Crash-Derby, bei dem 16 Spieler innerhalb eines Zeitlimits von sechs Minuten so viel Zerstörung verursachen sollen, wie möglich. Wer nach dem Ablauf die meisten Punkte gesammelt hat, gewinnt die Runde. Im Modus Absturz (engl. Gridfall) versuchen bis zu 16 Spieler in Battle-Royale-Manier möglichst lange zu überleben. Die Arena wird dabei im Spielverlauf immer kleiner. Der zuletzt übrige Spieler gewinnt. In Motornado (engl. Carnado) kämpfen zwei Teams zu je acht Spielern gegeneinander. Für jeden Treffer eines gegnerischen Fahrzeugs erhalten die Spieler Zahnräder, die in einem Tornado in der Mitte des Spielfelds abgegeben werden müssen. Dadurch werden Punkte gesammelt, die das Team zum Sieg führen.
Im Spielmodus Stockpile gibt es drei Punkte, sogenannte Banken, auf dem Spielfeld, die von den Teams aus je acht Spielern eingenommen und gegen Angriffe verteidigt werden sollen. Dazu werden bei Crashs Zahnräder gesammelt und in den Banken deponiert. Allerdings werden Zahnräder nicht durch überfahren mit dem Auto aufgenommen, dazu muss der Spieler aussteigen und diese zu Fuß einsammeln. Im Verlauf von Season 1 wurde mit Blitz ein weiterer Spielmodus hinzugefügt. Es handelt sich um eine Mehrspielervariante von Mayhem, bei dem insgesamt 12 Spieler in vier Teams mit je drei AllStars gegeneinander antreten. Sieger einer Runde ist das Team, welches zuerst 100 Punkte erreicht oder beim Zeitablauf die höchste Punktzahl vorweisen kann. Wer zuerst zwei Runden gewinnt, ist der Sieger des Spiels. Eine Besonderheit von Blitz ist das Charakter-Lockout, bei dem zu Beginn jeder Runde vom Spieler eine andere Spielfigur gewählt werden muss. Ein bereits verwendeter AllStar kann nicht ein weiteres Mal zum Einsatz kommen.

### Charaktere
Insgesamt hat der Spieler die Wahl zwischen aktuell 17 „AllStar“ genannten Spielfiguren. Diese verfügen über unterschiedliche Breaker. Dabei handelt es sich um besondere Angriffs- oder Verteidigungsfähigkeiten, die dem AllStar einen Vorteil im Spiel verschaffen können sowie die Möglichkeit ein individuelles Spezialfahrzeug zu beschwören. Mit dem Beginn der Saison 1 kam zu den ursprünglich 16 Spielfiguren mit Alba ein weiterer hinzu. Geplant ist es, die Liste in regelmäßigen Abständen um weitere AllStars und Spielmodi  zu erweitern.
- Ultimo Barricado
- Genesis
- Lupita
- Shyft
- Bluefang
- Boxtops
- Fuego
- Hana
- Ratu
- Anglo Avello
- Tw!nkleR10t
- Jian
- Harmony
- Xander
- Muna
- Sgt. Rescue

Season 1
- Alba

## Rezeption
Destruction AllStars wurde von nationalen und internationalen Medien mit durchschnittlichen Wertungen bedacht. So erreichte das Spiel auf den Seiten für Wertungsaggregation Metacritic sowie OpenCritic jeweils einen Durchschnitt von 62/100 respektive 63/100 Punkten.

„Ich mag Destruction AllStars. Ich mag es sogar sehr. Die Anarchie des Gameplays erinnert mich an meine endlosen PS1-Abende mit Destruction Derby oder Demolition Racer. Ständig passiert etwas, ständig kracht es irgendwo - Langeweile kommt da für mich zu keiner Zeit auf. Auch die spielbaren Held*innen gefallen mit bisher sehr. Mein Favorit ist Ratu, eine indonesische Kampfsportlerin mit den blauen Haaren und ihrem Druckwellen-Breaker. Doof nur, dass es so ermüdend ist, neue Skins oder Emotes für Ratu freizuschalten. Zum Glück für die Entwickler lassen sich das Customizing und auch die Herausforderer-Serien für mich jetzt noch leicht ausblenden, da das Kerngameplay von Destruction AllStars so viel Unterhaltung bietet. Mittelfristig fallen hier aber eben viele Spieloptionen weg, die für die notwendige Abwechslung vom Mayhem-Grind sorgen würden. Es bleibt zu hoffen, dass Sony hier nachbessert und auch mit neuen Fahrern und Spielmodi nicht allzu lange hinter dem Berg hält. Es wäre schade, wenn Destruction AllStars an dieser selbstgemachten Hürde scheitern würde.“

„Ich denke, dieses Spiel muss man einfach selbst ausprobieren, um sich ein Urteil zu bilden, was dank PS Plus für die Allermeisten kaum eine Hürde sein dürfte. Die Grundlagen sind jedenfalls exzellent, was bei Ex-Personal von Bizarre Creations nicht weiter wundern sollte. Ich mag die Handhabung und die Bewegung der Autos und Spielfiguren, das Geschwindigkeitsgefühl und die Wucht der Crashes.“